# Gary McAllister
Gary McAllister (Motherwell, 1964. december 25. –) skót válogatott labdarúgó, edző.
A skót válogatott tagjaként részt vett az 1990-es világbajnokságon, illetve az 1992-es és az 1996-os Európa-bajnokságon.

## Sikerei, díjai
Leeds United
- Angol bajnok (1): 1991–92
- Angol szuperkupa (1): 1992

Liverpool
- Angol kupa (1): 2000–01
- Angol ligakupa (1): 2000–01
- Angol szuperkupa (1): 2001
- UEFA-kupa (1): 2000–01
- UEFA-szuperkupa (1): 2001